# Боинг 707
Боинг 707 (енгл. Boeing 707) је био први амерички млазни путнички авион. Боинг 707 се убраја у прву генерацију млазних путничких авиона, поред де Хевилендове Комете, Каравеле СЕ-210, Тупољева 104, Дагласа DC-8 и Конвејера 880. Иако није био први млазњак који је ушао у саобраћај 707 је био први који је постао комерцијално успешан.

## Пројектовање и развој
Авион Боинг B-707 је у почетку био познат под именом Боинг 367-80. Боингу је требало мање од две године и 16 милиона долара да развије овај авион. Рад је започет 1952. а прототип је представљен јавности 14. маја 1954. Авион је први пут полетео 16. јула исте године.
За разлику од прототипа, труп серијског Боинга 707 је проширен за 15 cm како би на тај начин могло да се угради 6 седишта у једном реду. Боинг је задржао ту ширину трупа на свим својим ускотрупним авионима до данас: 727, 737 и 757 са изузетком 717.
Током представљања авиона ваздухопловству САД 6. августа 1955. Боингов тест-пилот Текс Џонстон је, на опште изненађење присутних, извео два окрета заредом од 360 степени у ваздуху на висини од 150 m. До данас ни један пилот то није покушао да изведе авионом те величине.
Авион је ушао у саобраћај 26. октобра 1958. за компанију Пан Ам на линији између Њујорка и Париза.
Боинг 707 је брзо постао најпопуларнији авион свога времена, за разлику од главног конкурента Дагласа DC-8. Произведено је 1010 примерака цивилне верзије када је производња обустављена 1978. и 820 војних (који носе ознаку КЦ/Ц-135) до 1991.
Мање од 40 авиона је остало у цивилној употреби данас.
Верзије:
- 707-120 - оригинални 707 са JT3C моторима
- 707-220 - истих димензија као и 707-120 али са јачим JT4A моторима, авион због велике потрошње није * наишао на велико интересовање компанија, само 5 је произведено
- 707-320 - са 2 m дужим труп и већим крилима и JT4A моторима, а постојале су и подверзије -320B са JT3D моторима и -320C са великим вратима за терет
- 707-420 - истих димензија као и 707-320 али са британским Ролс-Ројс Conway моторима
- 720 (707-020) - краћи труп, једноставнија крила, лакши и бржи од осталих 707 и има већи долет

Спецификације:
|                     | 720     | 707-120 | 707-130 |
| Капацитет (2 класе) | 112     | 110     | 147     |
| Капацитет (1 класа) | 165     | 179     | 189     |
| Максимална тежина   | 106,140 | 116.570 kg| 151.320 kg|
| Тежина празан       | 51,203 kg | 55.580 kg | 66.406 kg |
| Долет               | 8,428 km  | 6.820 km  | 6.920 km  |
| Брзина              | 1009 km/h   | 897 km/h    | 974 km/h    |
| Дужина              | 41,68 m  | 44,07 m  | 46,61 m  |
| Распон крила        | 39,88 m  | 39,90 m  | 44,42 m  |
| Висина              | 12,66 m  | 12,93   | 12,93   |

### Авион Боинг 707 у Југославији
У Југославији се Боинг 707 почео користити релативно касно у односу на његову увођење у оперативну употребу у ваздушном саобраћају у свету (1958. год.). Наиме ЈАТ (Југословенски Аеротранспорт) је свој први боинг 707 серије 320 са појачаним моторима набавио тек почетком 1970. Тада је почео са организовањем интензивног интерконтиненталног чартер саобраћаја као припреме за отварање редовних интерконтиненталних линија. У периоду пре тога ЈАТ је спорадично обављао интерконтинентални чартер саобраћај користећи авионе из своје флоте (Даглас DC-6 и Иљушин Ил-18) и изнајмљујући авионе других компанија. Тако су 1969. године организовани чартер летови за Канаду изнајмљеним авионима Конвер Коронада 880.
За увођење редовнијег чартер или линијског превоза ЈАТ је морао да купи или на дуже време изнајми адекватан авион, а то је у то време био B-707. Да би се организационо припремио за ове послове ЈАТ 1969. године формира чартер компанију (ООУР) "Ер Југославија" (Air Yugoslavia). Прва два боинга B-707 (YU-AGE и YU-AGG), ЈАТ је изнајмио од компаније PIA (Pakistan International Airlines) 18.05.1970. године, а већ 10. јуна 1970. отворио линију за Аустралију а 19. јуна 1970. линију за Канаду. У току исте године организовано је и неколико летова за САД. Следећа два авиона истог типа ЈАТ купује од компаније NWA (Northwest Airlines), које укључује у саобраћај априла месеца 1974. године, а од Пакистанаца откупљује изнајмљене авионе 1975. године. Овим авионима је ЈАТ одржавао бројне чартер и редовне интерконтиненталне линије све до доласка нових DC-10 (1978).
Авиони DC-10 су постепено потискивали боинге B-707 са интерконтиненталних линија па су они коришћени на евромедитеранским линијама. Последњих неколико година пре искључења, ове авионе је ЈАТ користио као карго за превоз терета. У периоду од 1970. па до новембра 1986. када је донета одлука да се из економских разлога из флоте ЈАТ-а искључе авиони B-707, кроз флоту ЈАТ-а је прошло 8 авиона овог типа.
Један авион Боинг Б-707 се налазио у поседу РВ и ПВО Југословенске народне армије у периоду од 1991. до 1997. године. Авион је био власништво угандске компаније Uganda Airlines и ухваћен је у шверцу оружја за хрватске сепаратисте. Антон Кикаш, хрватски емигрант из Торонта је у пролеће 1991. покренуо акцију скупљања добротворних прилога за одбрану Хрватске, са намером да за те паре купи оружје. Новац је пребацио у Јужну Африку и тамо купио 600 пушака Р-4 (јужноафричка верзија израелске пушке Галил), милион и по комада муниције 5,56 X 45 mm НАТО и 1500 тромблонских граната. Августа месеца 1991. године изнајмио авион Боинг 707 (карго верзија) угандских ознака и посаде, и заједно је са товаром и документацијом (декларација тракторски делови) летео за Хрватску како би то оружје предао хрватским сепаратистима кршећи ембарго УН-а. План лета тог авиона предвиђао је слетање на љубљански аеродром Брник из смера Аустрије, избегавајући југословенски ваздушни простор. Међутим, уместо да настави преко северне Италије у Аустрију, авион је скренут преко Јадрана ка аеродрому у Загребу, под изговором да је у Љубљани лоше време. Над Јадраном су га сачекали југословенски ловци и допратили до Загреба, где су на аеродрому Плесо чекали припадници 63. падобранске бригаде ЈНА. Антон Кикаш је ухапшен, а авион и товар заплењени.
Заплењени авион Б-707 је додељен ЈНА на коришћење и добио је војну ознаку 73 601 (популарно су га звали "Кикаш" према власнику заплењеног оружја), а одиграо је значајну улогу у југословенским збивањима од 1991. до 1997. године. Учествовао је у транспорту опреме и јединица ЈНА са блокираних аеродрома у Хрватској и БиХ, а најзначајнију улогу је одиграо у ваздушном мосту између Сарајева и Београда када је око 40.000 цивила, углавном Срба и Јевреја, транспортовано из Сарајева уочи избијања сукоба у грађанском рату у Босни и Херцеговини. Авионом је управљала посада ЈАТ-а под командом капетана Стеве Попова која је мобилисана као резервни састав ЈНА.